# Šōhō (nosač zrakoplova)
Šōhō (jap 祥鳳), japanski laki nosač zrakoplova klase Zuihō.

## Izgradnja
Kobilica Šōhōa i sestrinskog broda Zuihōa položene su 1934. s fleksibilnim dizajnom koji je omogućavao da se brod kompletira u obliku tankera, podmorničkog tendera ili nosača zrakoplova, ovisno o potrebi. Šōhō je porinuti 1935. kao podmornički tender pod imenom Tsurugisaki. Konverzija u nosač zrakoplova započela je 1941. nakon čega je 26. siječnja 1942. preimenovan u Šōhō.

## Operativna uporaba
30. studenog 1941. Šōhō se pridružuje 4. Diviziji nosača. Ukrcane zračne snage sastojale su se od 16 lovaca Mitsubishi A6M "Zero" i 14 ponirućih bombardera Aići D3A. U travnju 1942. sudjeluje u Operaciji Mo ploveći zajedno s krstaricama Aoba, Kinugasa, Furutaka i Kako 6. Divizije krstarica pod zapovjedništvom Airtomoa Gotōa.
Nakon zračne podrške iskrcavanjima na Tulagu 3. svibnja 1942., sudjeluje u Bitki u Koraljnom moru. 7. svibnja napala su ga 53 SBD Dauntlessa, 22 TBF Avengera i 18 F4F Wildcata s USS Lexingtona i USS Yorktowna čije su prvotne mete trebala biti dva japanska flotna nosača. Pogođen sa šest torpeda i trinaest bombi, Šōhō je potonuo uz pogiblju 631 člana posade. Kapetan Izawa i 202 mornara spasio je razarač Sazanami.

## Galerija
- Šōhō kao Tsurugisaki 1939.
- Šōhō pod napadom američkih zrakoplova tijekom Bitke u Koraljnom moru